# OpenRaster
OpenRaster（オープンラスター、ora）とは、ラスター画像編集ソフト（いわゆるペイントソフト）同士の間で、レイヤー構造を持つ画像ファイルを相互にやり取りする目的で提案されているファイルフォーマットである。Adobe社のPSD形式を代替するために、Kritaの開発者によって生み出された。OpenRasterフォーマットはまだ開発中であり、今のところはKritaやGIMPなどわずかなプログラムでのみサポートされている。OpenRasterファイルの拡張子は".ora"である。

## 背景
Adobe Photoshopの標準の画像ファイル形式である「PSD形式」は、アドビ以外の各社においてもペイントソフトなど様々なアプリケーションにおいて、レイヤー構造を持つ画像を相互にやり取りするためのファイル形式として広く使用されて来た。なぜそうなったかというと、かつてアドビ社がPSD形式の仕様を公開していたからである。しかし2006年、アドビはPSDの仕様およびドキュメンテーションへのアクセスおよび利用を「アドビ製ソフトウェアもしくはアドビ社内においてサンプルコードの一部またはすべてをDeveloper Programに組み込む目的でAdobe社内で開発されたDeveloper Programにおいてのみ許可する」という風に、ライセンスを変更した。要するに、PSDの仕様が事実上非公開になった。
OpenRaster形式はこの制限に対応するため、KDEおよびKritaの開発者であるBoudewijn RemptとCyrilleBergerによって、OpenDocument形式から派生する形で提案されたのが始まりである。2006年春、フランスのリヨンで開催されたLibreGraphics Meetingにおいて提案された。
PSDの仕様が非公開となった後も、ほとんどの商用ソフトウェアにおいてはPSDファイルの読み込み機能と書き出し機能を無理やり実装することで、依然としてPSD形式が事実上の標準として利用されているが、KritaやGIMPなどの自由ソフトウェアにおいてはOpenRaster形式（もしくはTIFF形式）が推奨されている。特にKritaはPSDに批判的であり、PSDの一部機能に関してはサポートするつもりがないとまで言っている（OpenRasterの実装に関してはKritaの方が先行しているが、PSDの実装に関してはGIMPの方が強い）。
oraファイルの実体は、XMLやPNGが含まれたアーカイブ（ZIPファイル）である。同じく実体がZIPアーカイブであるKrita標準のkra形式と比較すると、kra形式が部分的にバイナリデータを含むのに対して、ora形式はレイヤーが全てpng形式の画像データとして内含されている。そのため、よりオープンで扱いやすい。拡張子の.oraを.zipに変更すると、全てのレイヤーをpngファイルとして取り出すことができる（Kritaでキャラチップを作って外部のゲームエンジンに持ち込む際などに使う裏技。レイヤーごとに表示と非表示を切り替えて一枚づつ書き出すより早い）。

## 要件
以下のような機能が存在する必要がある。

### 一般要件
- ドキュメンテーションが完全に無料で入手できる
- OpenDocumentタイプのファイル形式（複数のファイルが含まれたアーカイブの形式をとる）
- 拡張可能であるが、ドキュメント化されないプライベートな拡張は許可されない。どのような拡張もファイル形式の仕様とドキュメンテーションに追加される必要がある。
- アプリケーションがファイル形式のすべての機能をサポートすることは期待されていないが、ファイルを操作する際、どのような情報であっても、処理できないからと言って失われることはあってはならない。

### メタデータ
- {XMP – Dublin Core – IPTC} タグを使用したメタデータの保存
- レイヤーごとにメタデータタグを保存する予定
- Exif タグの保存
- すべてのテキストデータはUnicodeで(UTF-8 もしくは UTF-16)

### レイヤー
- 複数のレイヤーの保存
- 各レイヤーの座標の保存
- 各レイヤーのブレンド（合成）オプションの保存
- 調整レイヤーの保存
- レイヤー効果の保存
- レイヤーグループ
- 色情報 –プロファイル、色空間

### その他
詳しくはOpenRasterのホームページを参照のこと。
- パス、クリッピングパス、およびパス上のテキストの保存
- 選択範囲とマスク
- OpenDocumentのフレームワーク内にドキュメントを埋め込む
- アンドゥ、コマンド履歴、アクションの履歴をサポート（PSDと同様に）
- storage of paths, clipping paths and text on path
- selections and masks
- embedding documents within OpenDocument frameworks
- support undo, history of commands and actions (like PSD)

### 提案と拡張
- パレット
- フォントの埋め込み（拡張の提案）
- 複数ページ
- 複数ページとタイマーを利用したアニメーションのサポート（PSDと同様に）

## 課題
仕様のドラフト（2010年10月現在）によると、クロスアプリケーションなフォーマットの主な課題は、すべての機能がすべてのプログラムで使用できるわけではないため、異なるアプリケーションで画像が同じように表示されないことである。これは特に、調整/フィルターレイヤーにおいて言える。
見込みのありそうな回避策としては、全ての画像処理が完了した状態の見た目で完全にレンダリングされたピクセルデータを、冗長な追加レイヤーに含めてオプションで保持しておくか、あるいはそのような画像をプレビューやサムネイル用に最適化した低解像度のスナップショットとして保持しておくという手もある。
「tiny」「simple」「small」「normal」「full」「custom」といった、さまざまな実装レベルが定義されるかもしれない。

## アプリケーションのサポート
OpenRasterは、いくつかのグラフィックプログラムにおいては限定的なサポートしかされておらず、これらのソフトにおいて、アプリケーション間のシームレスな利用は望めない。
| Application     | Baseline                                        | SVG |
| --------------- | ----------------------------------------------- | --- |
| DrawPile        | Supported                                       | Yes |
| Chasys Draw IES | Supported                                       | Yes |
| GIMP            | Basic support since version 2.8                 | No  |
| Inkscape        | Unsupported                                     |     |
| Krita           | Supported                                       | No  |
| LazPaint        | Reading since version 5.0 and writing since 5.2 | Yes |
| MyPaint         | Default working file format                     | Yes |
| Nathive         | Default format since 0.908                      |     |
| Pinta           | Supported starting with version 0.4             | No  |
| XnView          | Supported through a user-made plugin            |     |
| Scribus         | Supported starting with version 1.5             | No  |
| ImageMagick     | Supported starting with version 7.0.10-26       | Yes |
| Paint.net       | Supported through a user-made plugin            | No  |

## See also
- Create Project
- openraster.org
- Libre Graphics Meeting
- free and open source software
- GIMP
- Krita
- FXG

## References
1. ↑  “OpenRaster Desktop Integration”. openraster.org. 2016年12月19日閲覧。
2. ↑  “OpenRaster Specification (Draft)”. openraster.org. 2025年1月25日閲覧。
3. ↑  “OpenRaster Specification”. openraster.org. 2016年12月19日閲覧。
4. ↑  "Adobe Photoshop CS4 SDK License Agreement" Adobe.com. Developer Connection - Developer Resources. Retrieved 2009-10-12.
5. ↑  Rempt, Boudewijn (2006年6月20日). “OpenRaster”. valdyas.org.   Fading Memories. 2013年4月16日時点のオリジナルよりアーカイブ。2016年12月19日閲覧。
6. ↑  Berger, Cyrille (2006年6月20日). “Why OpenRaster is needed ?”. blog.cberger.net. 2016年12月19日閲覧。
7. ↑  "Debate arises over an open raster graphics format" Nathan Willis, Linux.com Archive. July 07, 2006. Retrieved 2010-03-26.
8. ↑  .psd Krita公式ドキュメント
9. ↑  “Proposals and Application Specific Extensions — Open Raster Specification version 0.05”. www.openraster.org. 2022年4月10日閲覧。
10. ↑  Drawpile Drawpile project. Sept 3, 2018. Accessed 2018-09-03.
11. ↑   Chasys Draw IES Help - File Formats - Other Image Files. Dec 12, 2018. Accessed 2018-12-12.
12. ↑  GIMP - Release Notes for GIMP 2.8 Accessed 2012-05-03.
13. ↑  “Krita/OpenRaster status”. community.kde.org. 2016年12月19日閲覧。
14. ↑  “*.ora - Krita Documentation”. docs.krita.org. 2016年12月19日閲覧。
15. ↑  LazPaint thread, 2013-02-27
16. ↑  "MyPaint/OpenRaster News" Archived 2016-03-08 at the Wayback Machine. Alexandre Prokoudine, Prokoudine.info - blog. June 8th, 2009.
17. ↑  "Nathive 0.908 release notes" Nathive website documentation
18. ↑  “Pinta - Version 0.4 Release Notes” (2010年7月6日). 2010年7月8日時点のオリジナルよりアーカイブ。2022年4月10日閲覧。
19. ↑  XnView Plugins
20. ↑  "Scribus mailing list" Scribus mailing list announcement
21. ↑  ImageMagick Changelog
22. ↑  "OpenRaster Filetype" by user Zagna

## External links
- Specification website
- Git repository
- OpenRaster on the Create Project wiki at the Wayback Machine (archived February 22, 2012)
- pippin's website at gimp.org - OpenRaster at the Wayback Machine (archived March 17, 2008)
- Integration of GIMP OpenRaster into mainline